# 维勒鲁瓦公爵弗朗索瓦·德·纳维尔

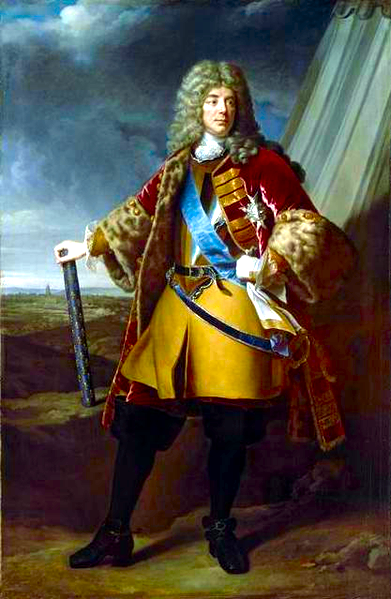
维勒鲁瓦公爵弗朗索瓦·德·纳维尔, 卡米纳德（Alexandre-François Caminade）作品.

弗朗索瓦·德·纳维尔 第二代维勒鲁瓦公爵（法語：François de Neufville, 2ème duc de Villeroy；(1644年4月7日—1730年7月18日) 法国军人。

## 生平
维勒鲁瓦出生在里昂贵族家庭，他的父亲尼古拉·德·纳维尔法国元帅(1598-1685)是路易十四少年时期的总督，受封为维勒鲁瓦公爵。弗朗索瓦是路易十四少年时期的玩伴，长大后成为路易的亲密朋友和大臣。
维勒鲁瓦在当上准将时，曾在蒂雷納子爵统率下参加阿尔萨斯战役，1675年2月25日被提升为中将。1693年3月2日，因在内尔温登戰役中率先仗剑突入英荷联军的军营地，被路易十四授予法国元帅头衔。1695年的大同盟戰爭期間卢森堡公爵去世后，他受命指挥佛兰德斯的8万军队；威廉三世後发现他是个比盧森堡公爵容易对付得多的对手。
1701年的西班牙王位繼承戰爭中维勒鲁瓦被派往意大利取代尼古拉·卡蒂纳元帅指挥军队，他对盟友萨伏依公爵维托里奥·阿梅迪奥二世也轻慢不敬。他只称呼萨伏依公爵为萨伏依先生，只把他当成一位法国雇佣的将军，而不把他当成王侯，不把他当成法、意两国之间的天然屏障的主人。他急于扭转被动的战略局面，迫不及待地集中主力迎战萨伏伊的欧根亲王，但是却落入欧根事先精心挑选好的战场，在基耶里被欧根亲王的劣势军队打得大败。1702年2月克雷莫纳战役中，法軍雖然取得了勝利，但他本人卻被俘虏，他的士兵对他的被俘幸灾乐祸，高唱赞歌：“我们得到了无与伦比的幸福，我们的司令被俘了。”这次维勒鲁瓦元帅受到凡尔赛宫廷近幸内宠们的严厉而又恶毒的谴责。路易十四维护他说：“大家激烈反对他，只因为他是我的宠臣。” 
被换回后，在接下来的几年里，他在低地国家对抗马尔伯勒公爵，1703年秋季他帮助挫败了马尔伯勒公爵在弗兰德地区的作战行动，两年后，其互不关联的作战行动再次阻碍了马尔伯勒公爵的行动，1706年为了堵截马尔伯勒向那慕尔的推进，在拉米伊被马尔伯勒彻底击败，其部队被逐出战场，溃不成军，维勒鲁瓦元帅陷于绝望之中，不敢向国王汇报这次败绩。他接连五天没有向国王派遣信使。最后，他终于写信证实了这一使法国宫廷大为震惊的消息。路易十四安慰他的老朋友并评论道：“我们这个年纪的人是不幸的”，但他的指挥权被撤除。此后维勒鲁瓦作为一个朝臣，他的秘书是著名的皮埃尔-弗朗索瓦·戈达尔·德·博尚，尽管涉嫌参与阴谋，路易十四还是维护与他的友谊。
路易十四死后他是路易十五摄政委员会的成员，在1717年和1722年期间位居高位，因密谋反对路易十五的摄政奥尔良公爵腓力二世，被贬为里昂总督，几乎在流亡。他家族的两个年轻成员雷斯公爵和阿兰库尔侯爵也因在凡尔赛的花园发生同性恋关系而都被流放。 维勒鲁瓦在年老时才被路易十五召回。 
在1730年维勒鲁瓦死于巴黎。维勒鲁瓦公爵是一个英勇而豪爽的战士，但作为指挥官，他的才干无法和同时代的维拉尔大元帅和布夫莱公爵等人相比。他生活阔绰、讲究排场，极其轻浮地逗乐妇女，也极其傲慢。